# Klasztor w Germerode
Klasztor w Germerode (niem. Kloster Germerode) – dawna placówka zakonu norbertanów znajdująca się w niemieckiej gminie Meißner, w dzielnicy Germerode. Do dzisiejszych czasów zachował się XII-wieczny, romański kościół i XIII-wieczny budynek refektarza.

## Historia
Klasztor został założony ok. lat 1140–1145 przez hrabiów Bilstein jako klasztor rodzinny. W 1145 rozpoczęto budowę trójnawowego kościoła śś. Marii i Walpurgi, ukończoną w 1170 roku. Około 1220 roku wzniesiono refektarz, a opiekę nad placówką przejął zakon norbertanów. Wraz z nadejściem reformacji w 1527 roku placówkę poddano kasacie, a świątynię przekształcono w kościół parafialny. W 1533 rozebrano w całości nawę północną i częściowo nawę południową. W latach 1866–1930 kompleks był własnością państwa pruskiego. W marcu 1939 refektarz został poważnie zniszczony wskutek pożaru. W 1983 założono opiekujące się klasztorem stowarzyszenie, znane obecnie jako Kloster Germerode eV. W latach 2011–2019 zabudowania były wykorzystywane przez wspólnotę Koinonia.

## Architektura i wyposażenie kościoła
Romański kościół pierwotnie miał formę bazyliki filarowej, bez transeptu. Z dwóch wież zachowała się jedna. Świątynia długość czterech przęseł, w dwóch zachodnich przęsłach znajduje się barokowa, XVII-wieczna empora. Od wschodu świątynię zamykają trzy absydy. Krypta grobowa hrabiów Bilstein ma cztery nawy. Organy kościelne wykonał w 1700 roku warsztat Altstetter, po 1950 roku poddano je renowacji. Na wieży kościoła zawieszone są trzy dzwony, w tym dwa XIV-wieczne. Dwa dzwony zostały zarekwirowane na cele wojenne podczas II wojny światowej, lecz uniknęły przetopienia i powróciły do klasztoru. Jeden z instrumentów był na tyle uszkodzony, że zdecydowano o jego przelaniu w 1950 roku.

## Klasztor współcześnie
Kościół klasztorny pełni funkcje sakralne jako siedziba liczącej ok. 500 osób parafii Germerode, należącej do wspólnoty Berkatal-Meißner Ewangelickiego Kościoła Krajowego Kurhessen-Waldeck. Nabożeństwa odprawiane są w niedziele o godzinie 10:30. Szachulcowy budynek Tagungshaus mieści pokoje noclegowe, a refektarz służy jako sala wystawowa i koncertowa oraz jako miejsce do organizacji imprez.

## Galeria

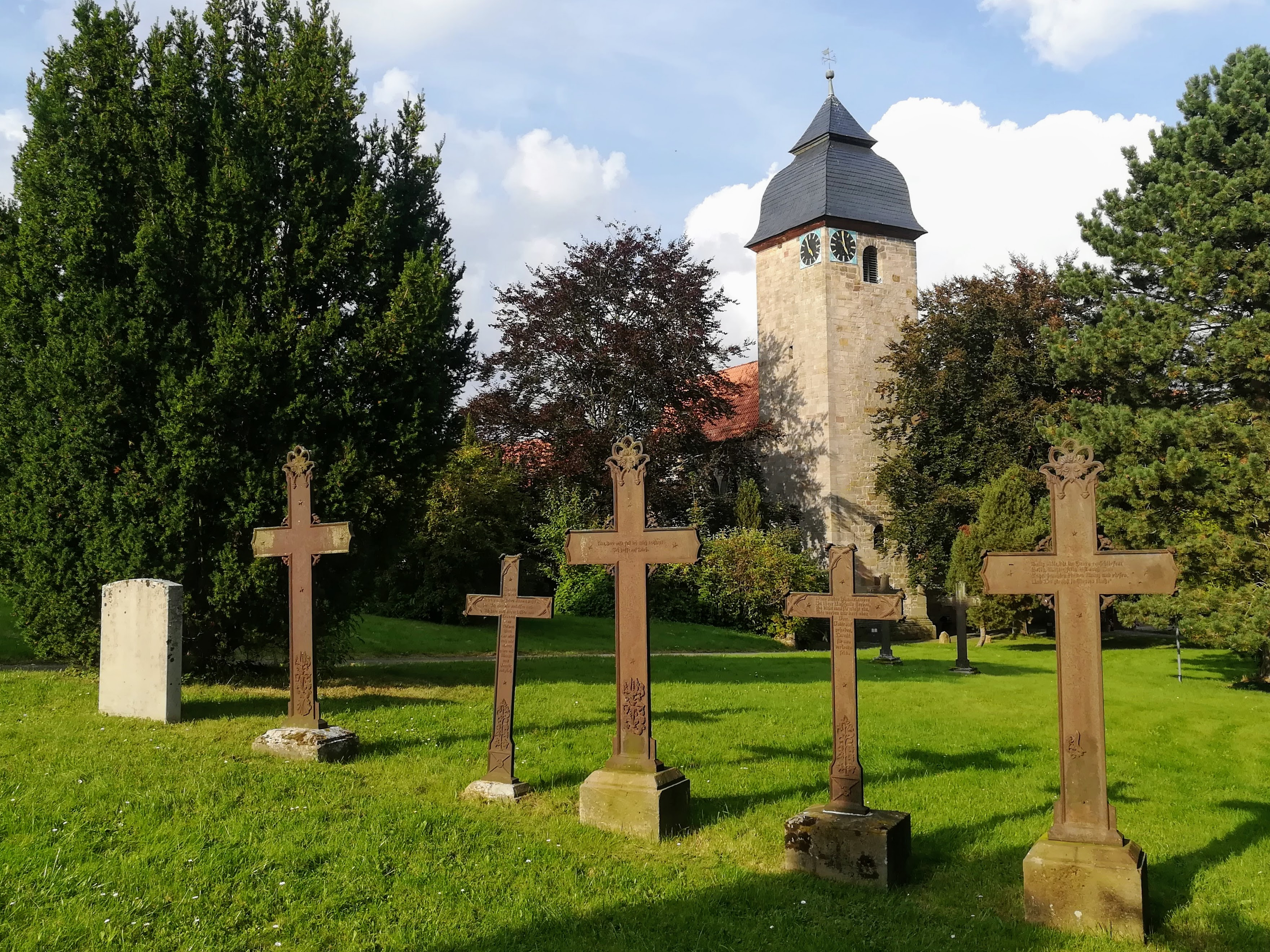
Przyklasztorny cmentarz
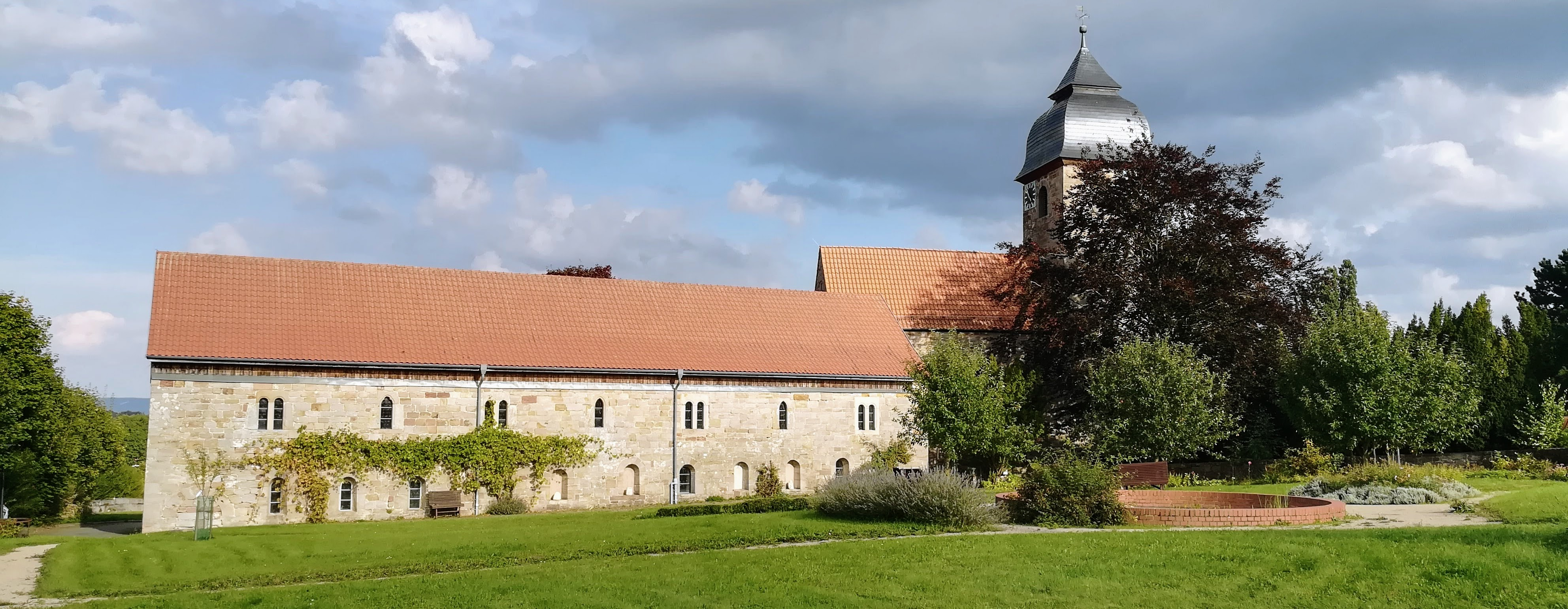
Widok z zachodu
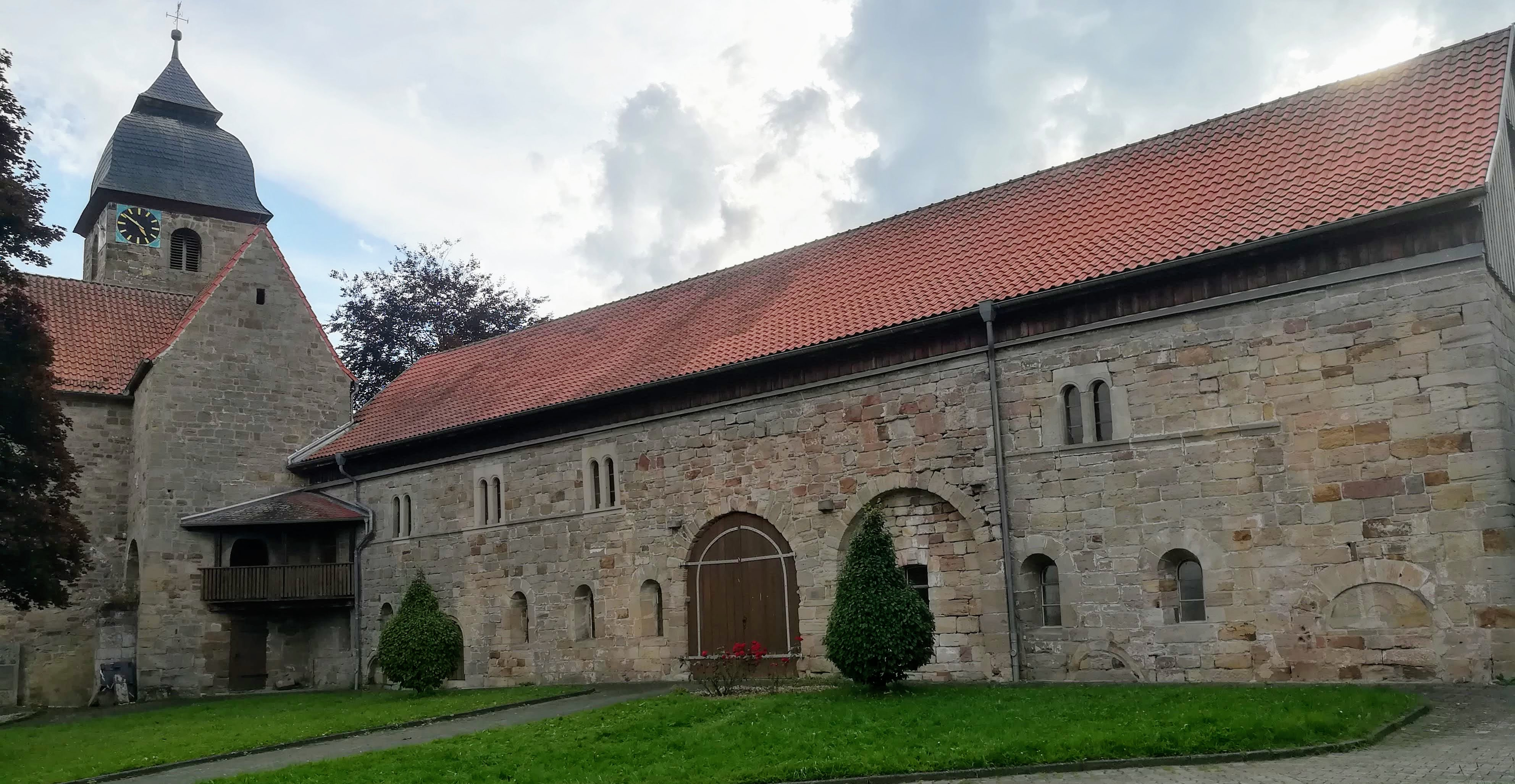
Refektarz
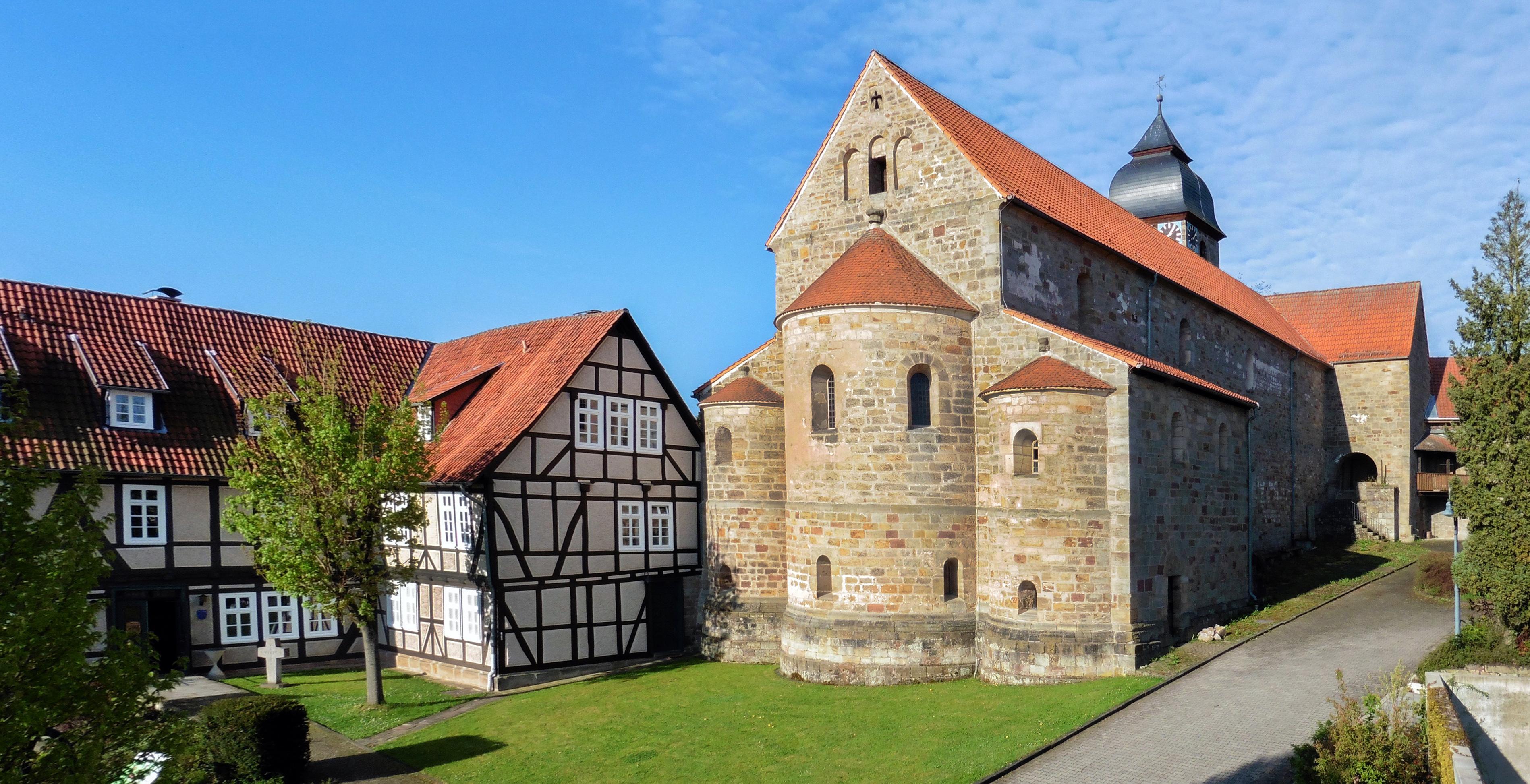
Absyda kościoła i Tagungshaus
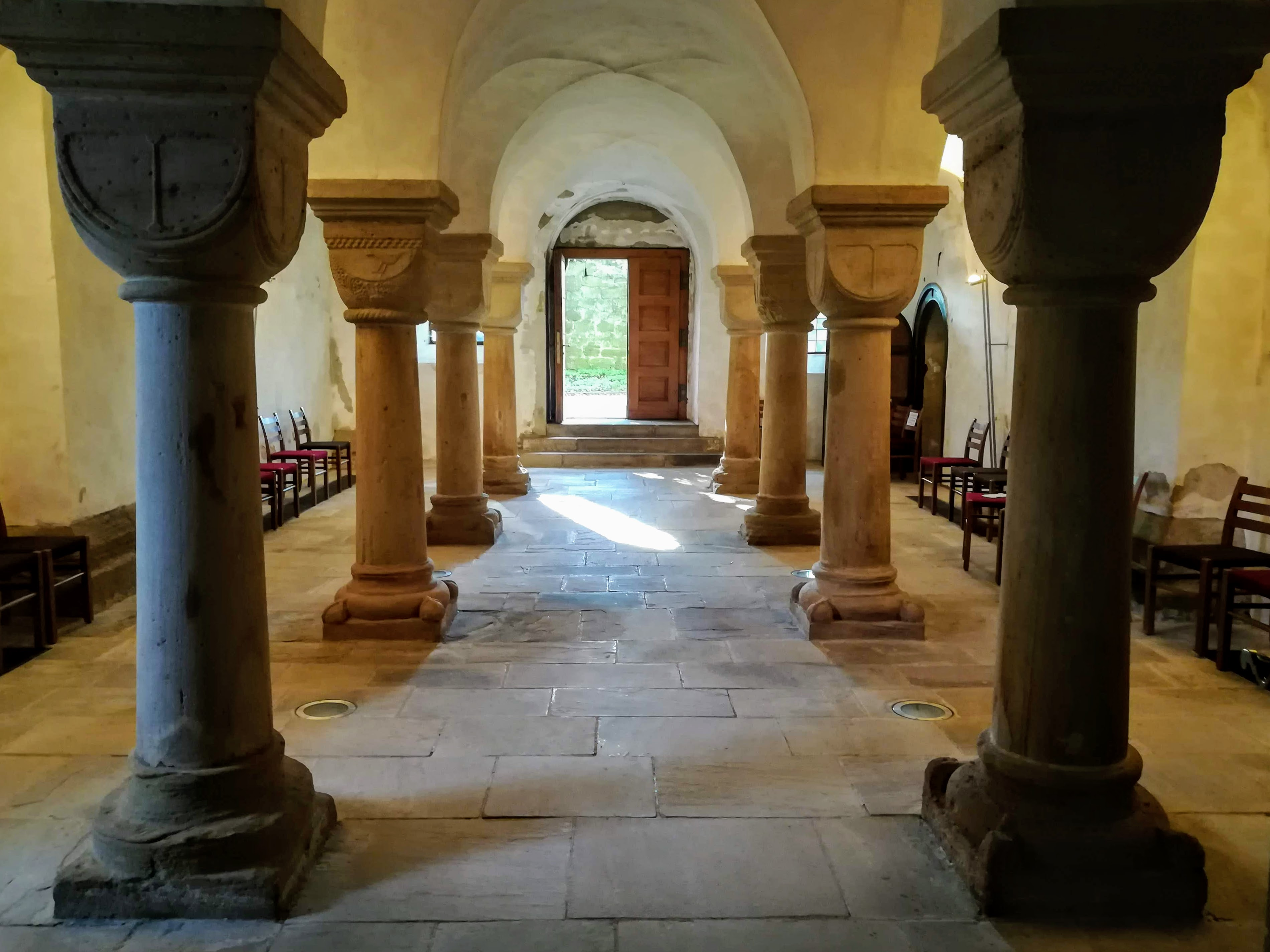
Kruchta
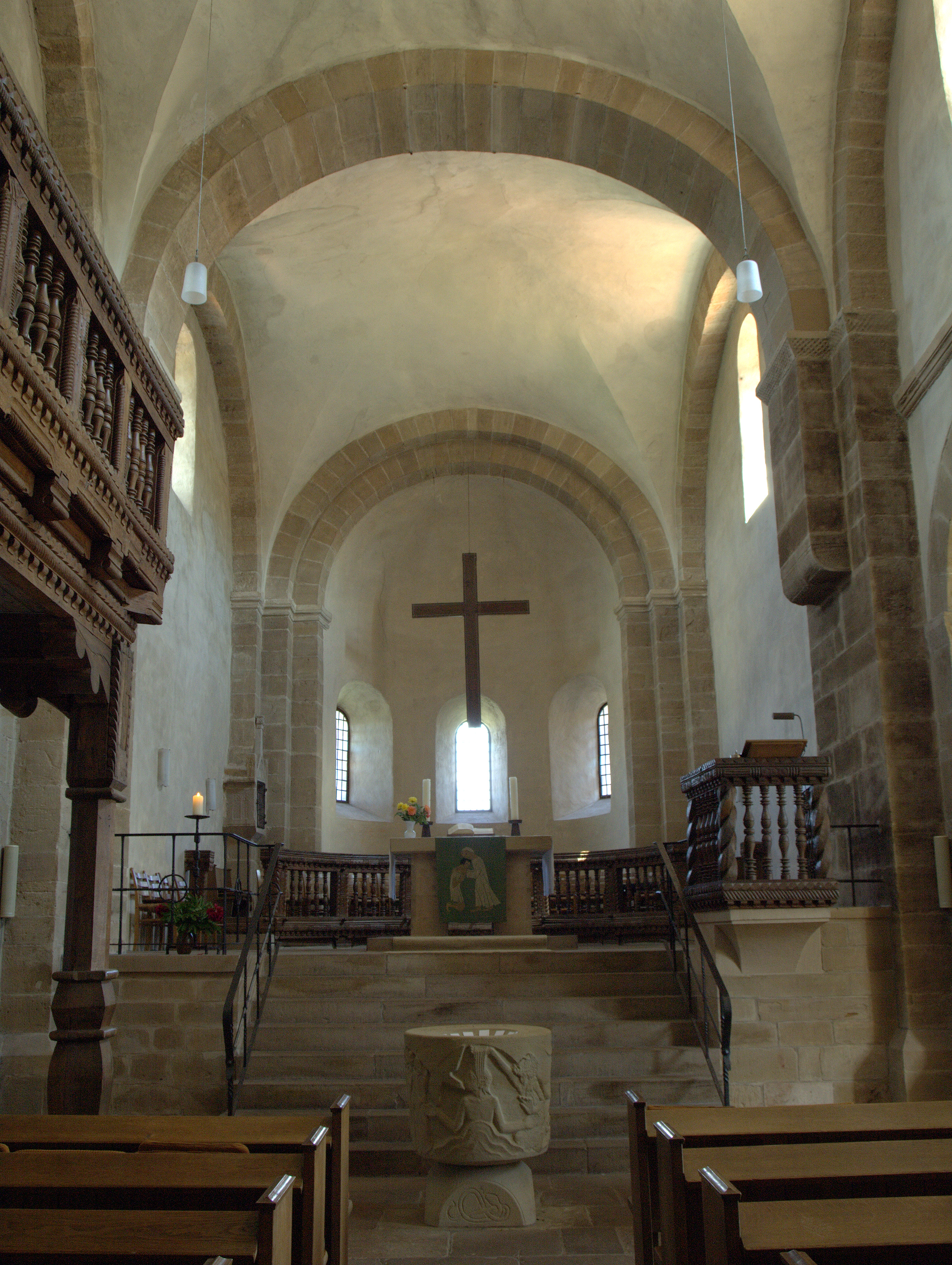
Wnętrze kościoła
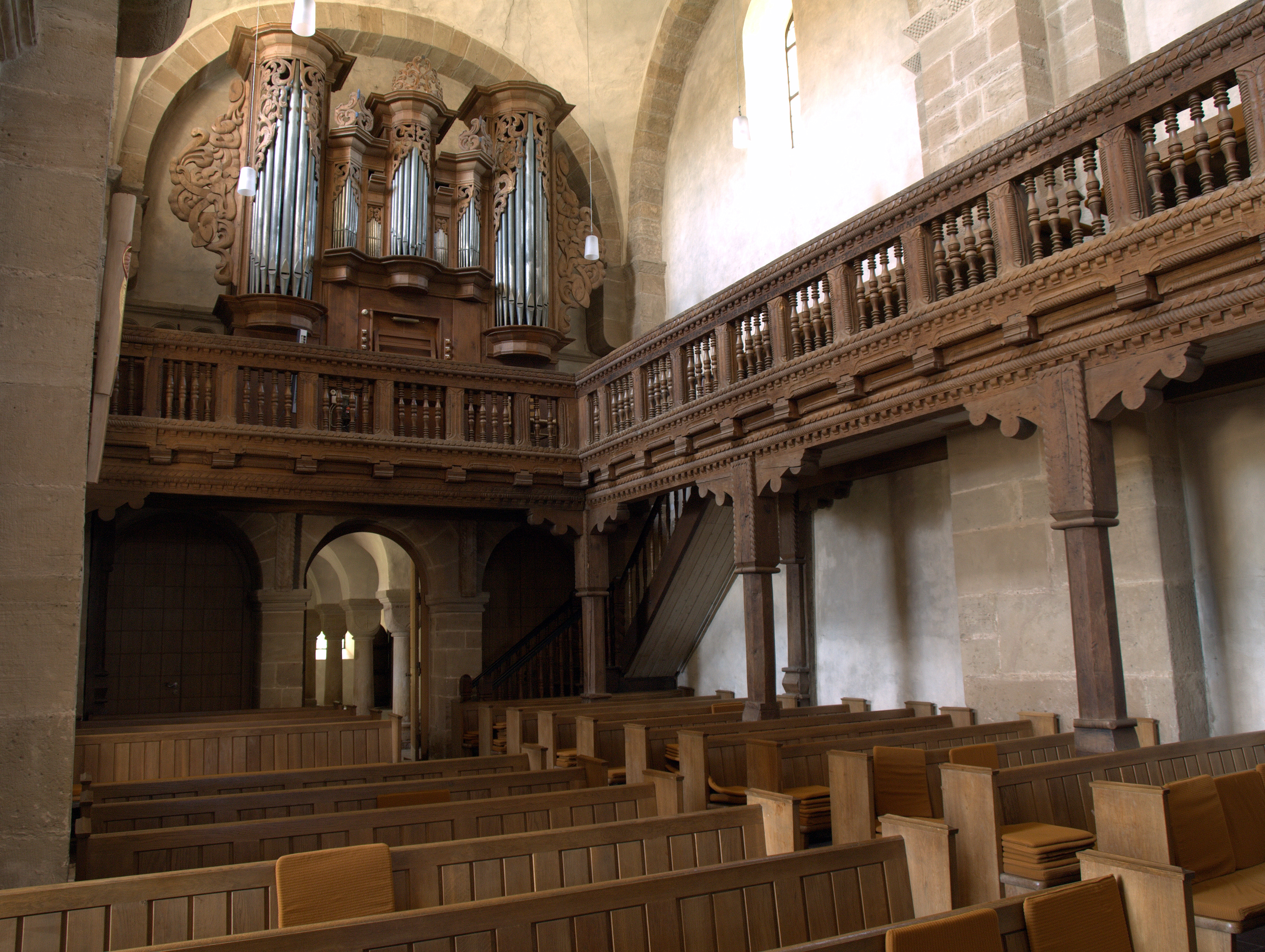
Empora i organy
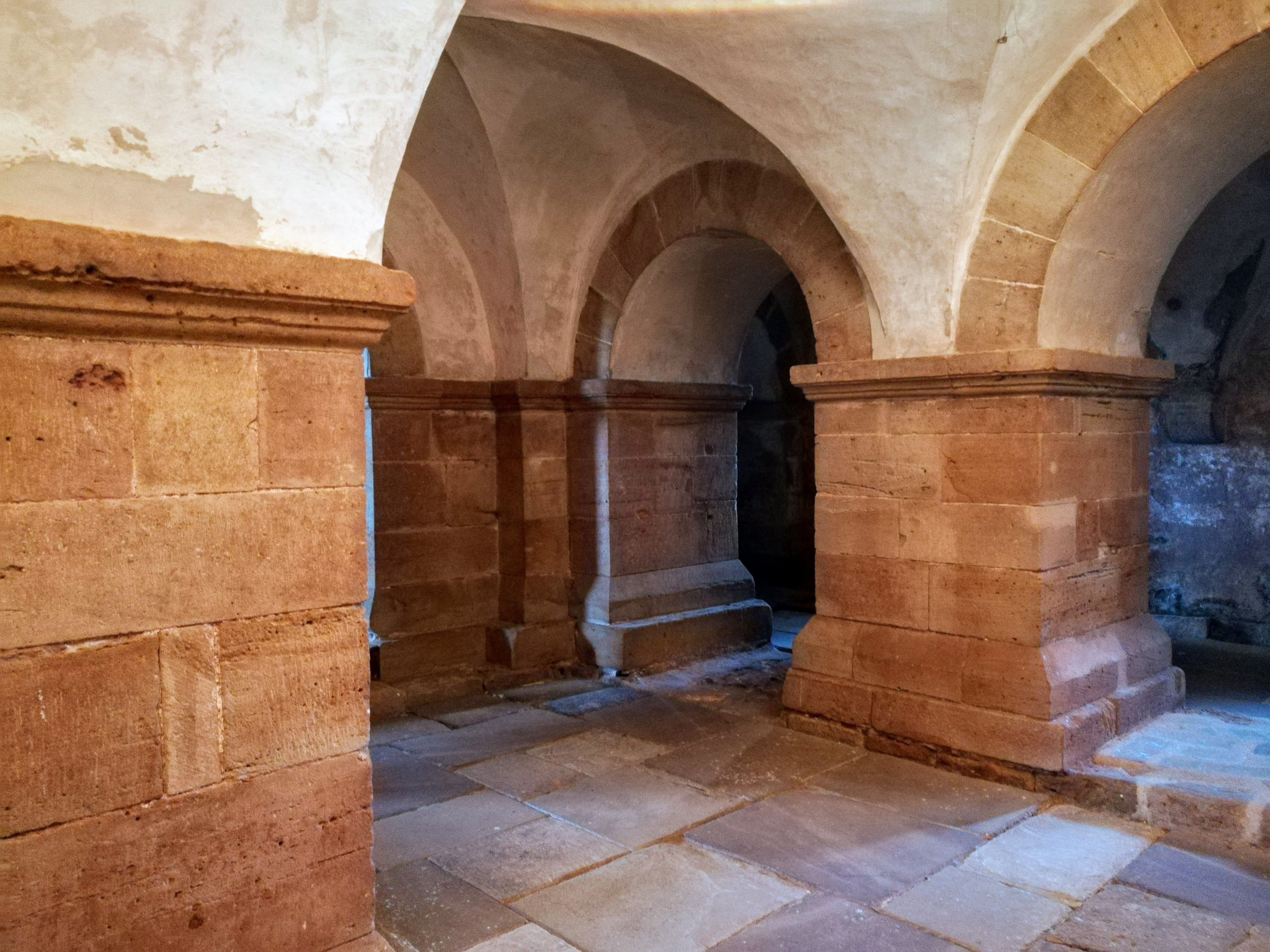
Krypta hrabiowska